# 최정우 (기업인)
최정우(崔正友, 1957년 4월 10일 ~ )는 대한민국의 기업인이자 포스코의 회장이다.

## 약력
부산 동래고등학교와 부산대학교를 졸업하였다. 1983년 포항종합제철에 입사해 감사실장, 재무실장 등을 거쳐 가치경영실장(부사장), 대표이사 사장을 역임했다. 2018년 포스코켐텍의 대표이사 사장을 거쳐 2018년 7월 포스코 대표이사 회장에 선임됐다.